# Марынчак, Василий Сергеевич
Василий Сергеевич Марынчак — советский хозяйственный и политический деятель, лауреат Государственной премии СССР в области науки и техники.

## Биография
Родился в 1929 году в селе Сутиски. Член КПСС.
Образование высшее (окончил Ивановский энергетический институт)
- В 1950—1952 гг. — инженер-энергетик на Салехардском рыбоконсервном комбинате.[1]
- В 1955—1966 гг. — инженер, главный энергетик ТЭЦ, заместитель главного инженера Омского приборостроительного завода им. Козицкого.[1]
- В 1966—181 гг. — директор Севастопольского завода радиоаппаратуры им. В. Д. Калмыкова, генеральный директор научно-производственного объединения «Муссон».[1]
- В 1981—1990 гг. — начальник Главного управления Министерства связи СССР.[1]
- В 1990—2001 гг. — начальник управления концерна «Телеком».[1]

За разработку, организацию производства и переоснащение флота эффективной радиопередающей аппаратурой КВ диапазона был в составе коллектива удостоен Государственной премии СССР в области науки и техники 1983 года.
Умер в Санкт-Петербурге в 2019 году.